# Сотавенту (острови)
Острови Сотавенту (порт. Ilhas de Sotavento, дослівно — Підвітряні острови) — південна острівна група архіпелагу Кабо-Верде.

## Опис

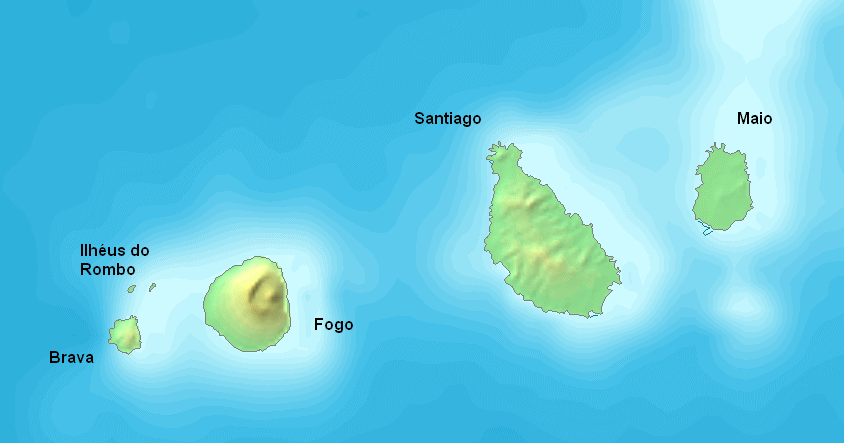
Острови Сотавенто

Група островів Сотавенту складається з чотирьох великих основних островів і декількох безплідних острівців.

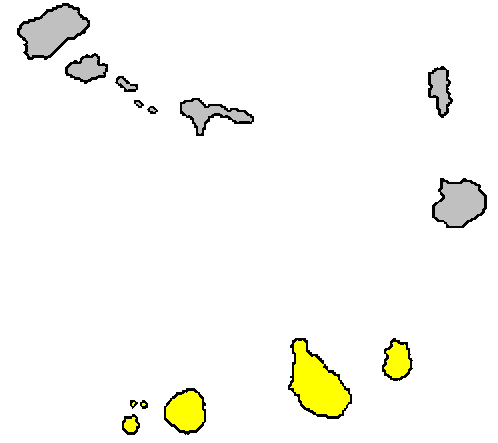
Острови Сотавенто (виділені жовтим) в межах архіпелагу Кабо-Верде

Три західні острови, Брава, Фого і Сантьяго, є скелястими вулканічними сільськогосподарськими островами з найдовшою історією проживання людей. Четвертий і самий східний острів Майо — плаский безлюдний острів, економіка якого в основному була заснована на видобутку солі, що надає йому більше спільного з островами Барлавенто Сал і Боа-Віста.
Острівці Ромбо (порт. Ilhéus do Rombo) — безплідні острівці на північ від острова Брава.
Загальна площа островів Сотавенто становить 1 803 км2